# Могамігава-Мару
Могамігава-Мару (Mogamigawa Maru) — судно, яке під час Другої світової війни взяло участь у операціях японських збройних сил у Мікронезії, на Новій Гвінеї та в архіпелазі Бісмарка.

## Передвоєнна історія
Судно спорудили як Getsuyo Maru в 1934 році на верфі компанії Mitsubishi в Нагасакі на замовлення компанії Toyo Kisen. Остання передала його у фрахт Kawasaki Kisen, що поставила судно на лінію до Нью-Йорку.
У 1937-му новим власником стала Toyo Kaiun, яка використовувала судно в рейсах Індія — Південна Америка та Маньчжурія — Європа, при цьому в 1940-му судно перейменували на Могамігава-Мару.

## Служба як мінний загороджувач
29 листопада 1941-го судно реквізували для потреб Імперського флоту Японії і з 10 по 26 грудня воно пройшло на верфі Harima Zosensho переобладнання в мінний загороджувач, під час якого отримало одну 120-мм гармату. З 31 грудня 1941-го Могамігава-Мару входив до 19-го дивізіону мінних загороджувачів.
9—16 січня 1942-го корабель пройшов до атола Трук у центральній частині Каролінських островів (тут ще до війни створили потужну базу японського ВМФ, з якої до лютого 1944-го провадились операції в цілому ряді архіпелагів). За кілька діб 19-й дивізіон залучили до операції з оволодіння архіпелагом Бісмарка, проте Могамігава-Мару не брав у ній участь, оскільки 18—26 січня здійснював перехід з Труку до Куре.

## Служба як авіатранспорт
На початку лютого 1942-го Могамігава-Мару перекласифікували в авіатранспорт (корабель, призначений для перевезення літаків у розібраному стані, запасних частин до них та авіаперсоналу) та підпорядкували 24-й повітряній флотилії (базова авіація Імперського флоту). Після цього судно прийняло вантаж у Нагої (тут був авіазавод Mitsubishi) та до завершення лютого здійснило круговий рейс до Східної Мікронезії, де побувало на острові Вейк та атолі Кваджелейн (головна японська база на Маршаллових островах).
На початку березня 1942-го Могамігава-Мару знову відвідало Нагою, а 12 березня рушило у другий похід до Океанії. 19—22 березня воно побувало на Вейку, в останній декаді місяця заходило на Кваджелейн, 2—4 квітня провело на атолі Вотьє (також Маршаллові острови), а 14 квітня прибуло до Рабаулу — головної передової бази в архіпелазі Бісмарка, з якої здійснювались операції на Соломонових островах та сході Нової Гвінеї. Під час останнього переходу Могамігава-Мару передали 25-й повітряній флотилії, що базувалась саме на Рабаулі. За кілька тижнів японці розпочали операцію з оволодіння новогвінейським Порт-Морсбі, у якій Могамігава-Мару залучили як звичайний транспорт. 4 травня 1941-го судно вийшло з Рабаулу у складі загону, який мав доправити десант, втім, після битви 8 травня у Кораловому морі операцію скасували і 9 числа транспорти повернулися. 16—25 травня Могамігава-Мару здійснило перехід з Рабаула до Йокосуки.
На початку червня 1942-го Могамігава-Мару вчергове відвідало Нагою, а 13—25 червня пройшло в Рабаул. З 29 червня по 5 липня під охороною есмінця «Акікадзе» судно здійснило рейс на схід Соломонових островів до Гуадалканалу (тут розпочали спорудження аеродрому Гендерсон-Філд), а 22—27 липня в супроводі того ж есмінця виконало завдання з доставки літаків до новогвійнейського Лае у глибині затокі Хуон (саме в цей час японці висадились дещо південніше в районі Буни, звідки сподівались досягнути Порт-Морсбі суходолом). З 1 по 4 серпня Могамігава-Мару під ескортом «Акікадзе» виконало рейс до Кавієнгу на північному завершенні острова Нова Ірландія (японці створювали тут другу за значенням базу в архіпелазі Бісмарка і невдовзі в Кавієнзі мала з'явитись одна з морських авіагруп). 23 серпня — 2 вересня Могамігава-Мару пройшло з Рабаула до Токійської затоки.
13—23 вересня 1942-го судно здійснило перехід до Кавієнгу, 25—26 вересня перейшло звідси в Рабаул, а 3—12 жовтня здійснило зворотний перехід до Японії, де з 22 жовтня стало на ремонт у Куре.
26 листопада 1942-го Могамігава-Мару вийшло з Куре, в наступні кілька днів відвідало Йоккаїчі в затоці Ісе (на розташованому тут нафтопереробному заводі можна було отримати авіабензин) та Кісарадзу в Токійській затоці (тут, ймовірно, на борт прийняли літаки), а 8—16 грудня здійснило перехід до атола Малоелап на Маршаллових островах. У наступні кілька тижнів судно побувало в цьому ж архіпелазі на атолах Мілі та Кваджелейн, а 3—14 січня 1943-го пройшло з останнього через Вейк до Йокосуки.
18—27 лютого 1943-го Могамігава-Мару здійснило перехід з Токійської затоки на Трук. 3—6 березня під охороною есмінців «Фумідзукі» та «Нагацукі» судно пройшло до Кавієнгу, а 13—14 березня під охороною мисливця за підводними човнами CH-31 перейшло до Рабаула. 23—28 березня Могамігава-Мару пройшло на Трук, звідки вийшло 4 квітня в конвої та 14 квітня прибуло до Йокосуки.
20—30 квітня 1943-го Могамігава-Мару здійснило перехід на Трук у конвої № 3420. 3—7 травня судно пройшло з конвоєм у Рабаул, звідки повернулось на Трук у середині місяця у складі конвою № 2152. Наступний перехід до Йокосуки відбувся із зупинкою на Сайпані (Маріанські острови) в конвоях № 4521 та № 4526.
19 червня 1943-го Могамігава-Мару вийшло з Йокосуки в черговий рейс до Мікронезії разом з конвоєм № 3619. Останній прямував на Трук, втім, Могамігава-Мару відокремилось на середині маршруту та 25 червня прибуло на Сайпан, звідки 11—16 липня самостійно здійснило зворотний перехід до Йокосуки.
24 липня 1943-го судно, яке мало на борту військовослужбовців морської авіації, літаки, запасні частини до них та торпеди, рушило з конвоєм № 3724 на Трук. Незадовго до завершення 31 липня в районі за чотири сотні кілометрів на північ від Труку Могамігава-Мару торпедоване та потоплене підводним човном USS Pogy, загинули 1 член екіпажу та 130 пасажирів. Близько шести сотень уцілілих через кілька годин підібрало судно «Сейко-Мару», яке повернулось на місце загибелі Могамігава-Мару під охороною кайбокана (фрегата) «Фукує». Під час проведення рятувальних робіт інший підводний човен торпедував «Сейко-Мару», проте останнє мало додаткову плавучість завдяки своєму вантажу деревини та змогло втриматись на воді й 2 серпня прибуло на Трук.